# Hypertrophe Osteoarthropathie
Bei der hypertrophen Osteoarthropathie handelt es sich um eine seltene Erkrankung mit schmerzhaften Schwellungen vor allem im Bereich der Diaphysen der langen Röhrenknochen  (der Extremitäten) und trommelschlegelartigen Verbreiterung der Finger und Zehen und Uhrglasnägeln.

## Einteilung
Folgende Typen sind zu unterscheiden:
- Primäre (idiopathische) hypertrophe Osteoarthropathie (PHO) (des Kindes), Häufigkeit 3 %
  - Pachydermoperiostose, Synonyme: PDP; Touraine-Solente-Golé-Syndrom,[4]
  - Kranio-Osteoarthropathie, Synonym: Reginato-Schiapachasse-Syndrom,[5]

- sekundäre (erworbene) hypertrophe Osteoarthropathie (des Erwachsenen)
  - Hypertrophe pulmonale Osteoarthropathie (veraltete Bezeichnung englisch Hypertrophic osteoarthropathy (HOA))
  - klassische paraneoplastische Erkrankung in der Rheumatologie

alle als Marie-Bamberger-Syndrom bezeichnet.
Im Folgenden geht es um die Erwachsenenform.
Manchmal kommen Gelenkbeteiligungen vor. Vasomotorische Störungen der Hände und Füße können vorhanden sein. Neurovegetative Störungen und eine Dysproteinämie werden erwähnt. Bevorzugt betroffen sind Männer vor der Lebensmitte.

## Synonyme
- Bamberger-Syndrom nach dem deutschen Arzt Eugen von Bamberger (1858–1921)
- Marie-Bamberger-Syndrom oder Marie-Bamberger-Krankheit
- Pierre-Marie-Krankheit, nach dem französischen Neurologen Pierre Marie (1853–1940)
- Pierre-Marie-Bamberger-Krankheit
- Ostéoarthropathie hypertrophiante
- Osteoperiostitis ossificans toxicans

Bamberger beschrieb die Krankheit 1889 erstmals detailliert und verwies auf den Zusammenhang zwischen der typischen Verbreiterung der Finger und Zehen und Lungen- und Herzerkrankungen. Marie arbeitete 1890 die Unterschiede zur Akromegalie heraus. Da der Symptomenkomplex erstmals 1868 von Nikolaus Friedreich bei den Brüdern Karl and Wilhelm Hagner beschrieben wurde, wird es auch als Hagner-Syndrom, das sehr seltene familiär gehäufte Auftreten nach Boris Nikitich Mankowsky auch als Mankowsky-Syndrom bezeichnet.

## Ursachen
Da Lungentumore eine Ursache des Marie-Bamberger-Syndroms sein können und über 90 % der Fälle mit einem nicht-kleinzelligen Bronchuskarzinom assoziiert sind, gilt das Marie-Bamberger-Syndrom auch als paraneoplastisches Syndrom und muss bei der Diagnosestellung Anlass einer entsprechenden Abklärung sein.
Differentialdiagnostisch muss an andere chronische Lungenerkrankungen wie Zystische Fibrose, Tuberkulose, Bronchiektasen, Lungenfibrose, seltener an Erkrankungen des Herzens und der Leber (Leberzirrhose), aber auch an chronisch-entzündliche Darmerkrankungen (wie eine Colitis ulcerosa ) gedacht und gegebenenfalls danach gesucht werden. Noch seltener tritt das Krankheitsbild spontan oder familiär gehäuft auf.
Prätibiale Schmerzen und Schwellungen können einer malignen intrathorakalen Erkrankung um Monate voraus gehen.

## Therapie
Abgesehen von der Behandlung der Grunderkrankung werden zur Schmerzlinderung nichtsteroidale Antirheumatika verabreicht.